# 拿騷-薩爾布魯根
拿騷-薩爾布魯根（德語：Nassau-Saarbrücken）是德國歷史上的一個邦國，存在於1381年至1793年，由拿騷王朝瓦爾拉姆系統治，首府是薩爾布魯根。

## 君主

### 伯爵
1. 約翰二世，1429—1472
2. 約翰·路德維希，1472—1545
3. 腓力二世，1545—1554
4. 約翰三世，1554—1574
5. 腓力三世，1574—1602
6. 路德維希二世，1602—1627
7. 威廉·路德維希，1627—1640
8. 古斯塔夫·阿道夫，1659—1677
9. 路德維希·克拉夫特，1677—1713
10. 卡爾·路德維希，1713—1723

### 親王
1. 威廉·海因里希，1741—1768
2. 路德維希，1768—1793